# USS Pasadena (CL-65)
Pour les autres navires du même nom, voir USS Pasadena.
L'USS Pasadena (CL-65) est un croiseur léger de classe Cleveland entré en service dans l'United States Navy durant la Seconde Guerre mondiale.

## Caractéristiques
La classe Cleveland est la classe de croiseurs la plus nombreuse jamais construite : ce sont 29 navires (dont 2 substantiellement modifiés) sur les 52 initialement prévus qui entrent en service dans l'United States Navy, plus 9 autres convertis en porte-avions légers. Ils sont conçus pour respecter le second Traité naval de Londres signé en 1936. Le blindage est sensiblement le même que la classe précédente, la classe St. Louis. L'armement principal du Pasadena est constitué de quatre tourelles triples de canons de 6 pouces de 47 calibres. Six tourelles doubles de canons de 5 pouces de 38 calibres à usage double sont installées en diamant afin de couvrir une large zone. Enfin, l'armement antiaérien est composé de quatre tourelles quadruples et quatre tourelles doubles de canons de 40 mm Bofors et de 21 canons de 20 mm Oerlikon.

## Histoire
L'USS Pasadena est lancé fin 1943 et rejoint la Task Force 38 en novembre 1944, après avoir subi plusieurs tests durant l'été. Servant d'escorte antiaérienne aux porte-avions, le Pasadena participe à plusieurs opérations en mer de Chine méridionale et à la bataille d'Okinawa, avant de rejoindre, début juillet 1945, les forces chargées de bombarder le Japon. Après avoir assisté à la signature des actes de capitulation du Japon en baie de Tokyo, il participe à plusieurs exercices en Micronésie et au large de la Chine, avant d'être retiré du service actif en 1950, et démoli en 1970.

## Récompenses
L'USS Pasadena a reçu cinq battle stars pour son service lors de la Seconde Guerre mondiale.